# Subtropisk virvel

Betydande havsströmsvirvelområden

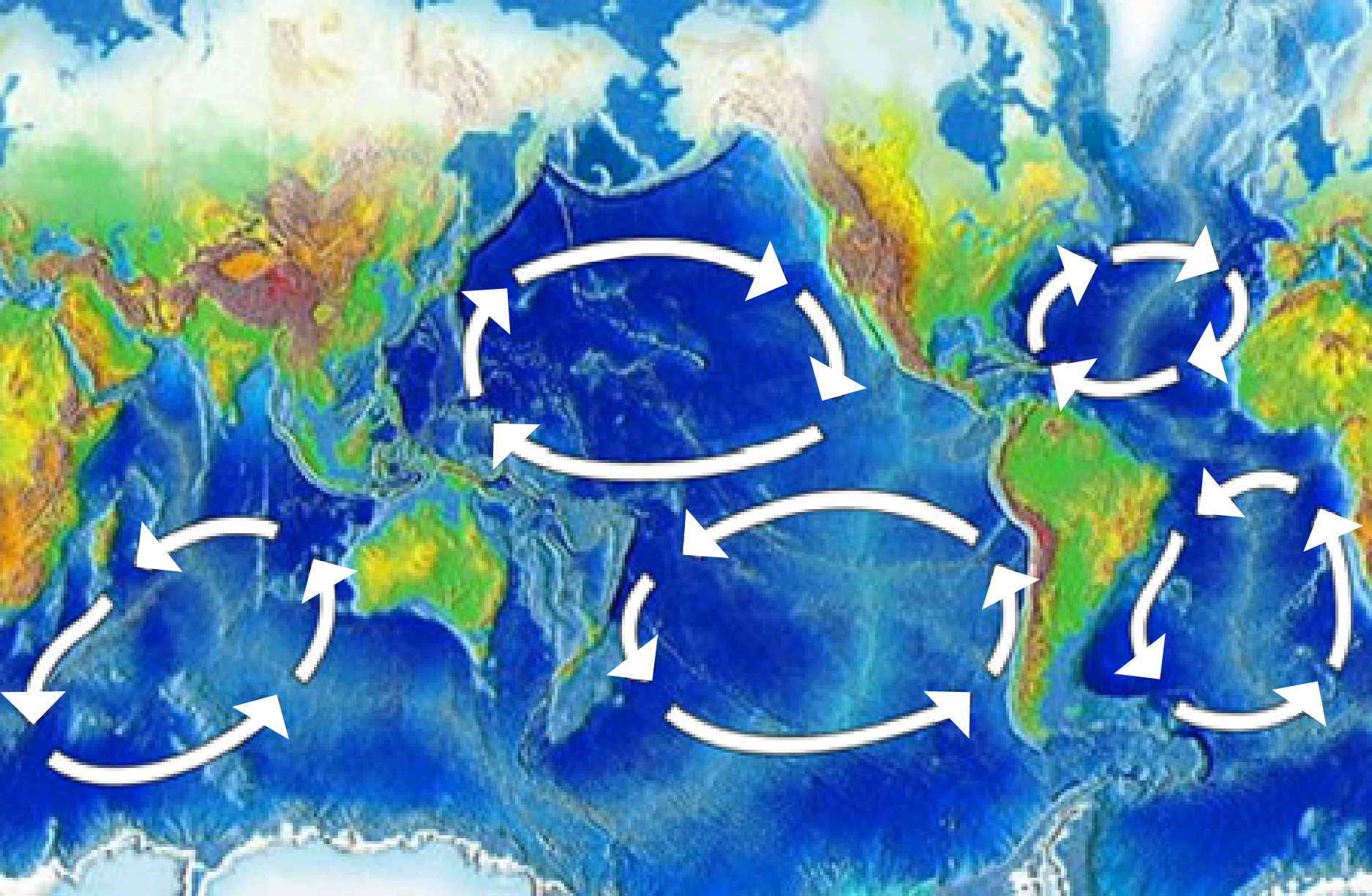
De fem stora subtropiska virvlarna

Subtropiska virvlar är havsområden med stora system av roterande havsströmmar. Jordens oceaner har fem stora subtropiska virvlar – en på vardera sidan om ekvatorn i Atlanten och Stilla havet samt en i Indiska oceanen. Dessa virvlar påverkas i viss grad av kraftiga vindar.

## Beskrivning
En subtropisk virvel har djupcirkulerande vatten som begränsas av passadvindsbältena norr och söder om ekvatorn. 
I centrum av en subtropisk virvel finns en högtryckszon, kring vilken vindar till följd av Corioliseffekten cirkulerar medurs på norra halvklotet och moturs på södra halvklotet. Högtrycksområdet i centrum uppstår till följd av västliga vindar på norra sidan av området och östliga vindar söder om detta. 
Rotationen drivs i första hand av att vindarna orsakar en ekmantransport vinkelrätt mot vindriktningen in mot virvelns mitt (så kallad subtropisk konvergens).
Vindarna orsakar ytströmmar mot centrum av området, en uppbyggnad av vatten som genom en komplex dynamik skapar strömmar mot ekvatorn i havets övre vattenskikt på en till två kilometers djup. Denna ström motsvaras av en ström mot polerna i områdenas västkanter. Dessa senare strömmar är Golfströmmen i Nordatlanten, Kuroshioströmmen i norra Stilla havet, den brasilianska strömmen i Sydatlanten och den östaustraliska strömmen i södra Stilla havet samt Agulhasströmmen i Indiska oceanen.

## Större subtropiska virvlar
- Indiska oceanens subtropiska virvel
- Den nordatlantiska subtropiska virvel
- Norra Stilla havets subtropiska virvel
- Den sydatlantiska subtropiska virveln
- Södra Stilla havets subtropiska virvel